# Lima (regio)
Lima (Aymara en Quechua: Lima) is een regio van Peru, centraal gelegen in het land en aan de kust. De hoofdstad is Huacho. De regio heeft een oppervlakte van 32.131 km² en heeft 943.839 inwoners (2015).
De provincia Lima, met de landelijke hoofdstad Lima, ligt ten westen van de regio Lima en is een autonome provincie.
De regio grenst verder aan Ancash in het noorden, Huánuco, Pasco en Junín in het oosten, Huancavelica in het zuidoosten en aan de Grote Oceaan in het westen.

## Bestuurlijke indeling
De regio is verdeeld in tien provincies, die weer zijn onderverdeeld in 171 districten. Achter elke provincie wordt de hoofdplaats genoemd.
| Nr. | Provincie  | Inwoners   | Oppervlakte | UBIGEO | Districten | Hoofdplaats           | Inwoners |
| --- | ---------- | ---------- | ----------- | ------ | ---------- | --------------------- | -------- |
| 1   | Barranca   | 146.241    | 1.370 km²   | 1502   | 5          | Barranca              | -        |
| 2   | Cajatambo  | 7.828      | 1.515 km²   | 1503   | 5          | Cajatambo             | -        |
| 3   | Cañete     | 233.151    | 4.577 km²   | 1505   | 16         | San Vicente de Cañete | 114.533  |
| 4   | Canta      | 15.122     | 1.731 km²   | 1504   | 7          | Canta                 | 2.855    |
| 5   | Huaral     | 190.501    | 3.668 km²   | 1506   | 12         | Huaral                | 110.915  |
| 6   | Huarochirí | 81.696     | 5.648 km²   | 1507   | 32         | Matucana              | 5.768    |
| 7   | Huaura     | 229.059    | 4.903 km²   | 1508   | 12         | Huacho                | 72.159   |
| 8   | Lima       | 10.178.810 | 2.672 km²   | 1501   | 43         | Lima                  | -        |
| 9   | Oyón       | 22.782     | 1.889 km²   | 1509   | 6          | Oyón                  | 3.042    |
| 10  | Yauyos     | 27.459     | 6.899 km²   | 1510   | 33         | Yauyos                | -        |

| Detailkaart |
| ----------- |
|             |
| Provincies  |

## Bezienswaardigheden
- Lomas de Lachay
- Lunahuaná